# Super Mario Bros. 35
Super Mario Bros. 35 va ser un videojoc de plataformes competitiu en línia amb elements de battle royale. Va ser desenvolupat per Arika i publicat per Nintendo i va estar disponible exclusivament per als membres del servei en línia Nintendo Switch Online des de l'1 d'octubre de 2020 fins l'1 d'abril de 2021, fet només per celebrar el 35è aniversari de Super Mario Bros..
Inspirat en Tetris 99, permetia reunir a 35 persones perquè competissin en temps real en els mateixos nivells que el joc Super Mario Bros. de la NES. Els enemics que el jugador derrotava eren enviats als seus contrincants per perjudicar-los i així guanyar la partida. El joc comptava amb transformacions que es podien obtenir gastant monedes en una ruleta que donava un ítem a l'atzar i un comptador de temps que es perllongava si es derrotaven enemics i superaven nivells.
Super Mario Bros. 35 va rebre generalment crítiques positives, elogiant el concepte, però també va ser criticat pel seu acotat temps de vida, perquè se sentia massa simple i repetitiu pel fet de rejugar els mateixos nivells constantment, i perquè poc abans de l'anunci del joc, Nintendo va fer tancar un videojoc fan de navegador molt similar en concepte anomenat Mario Royale per infracció de drets d'autor.